# مزرعة ميرها (زرين أردكان)
مزرعة میرها (بالفارسية: مزرعه میرها) هي منطقة سكنية تقع في إيران في يزد. يقدر عدد سكانها بـ 97 نسمة .